# Franzosenfriedhof (Koblenz)

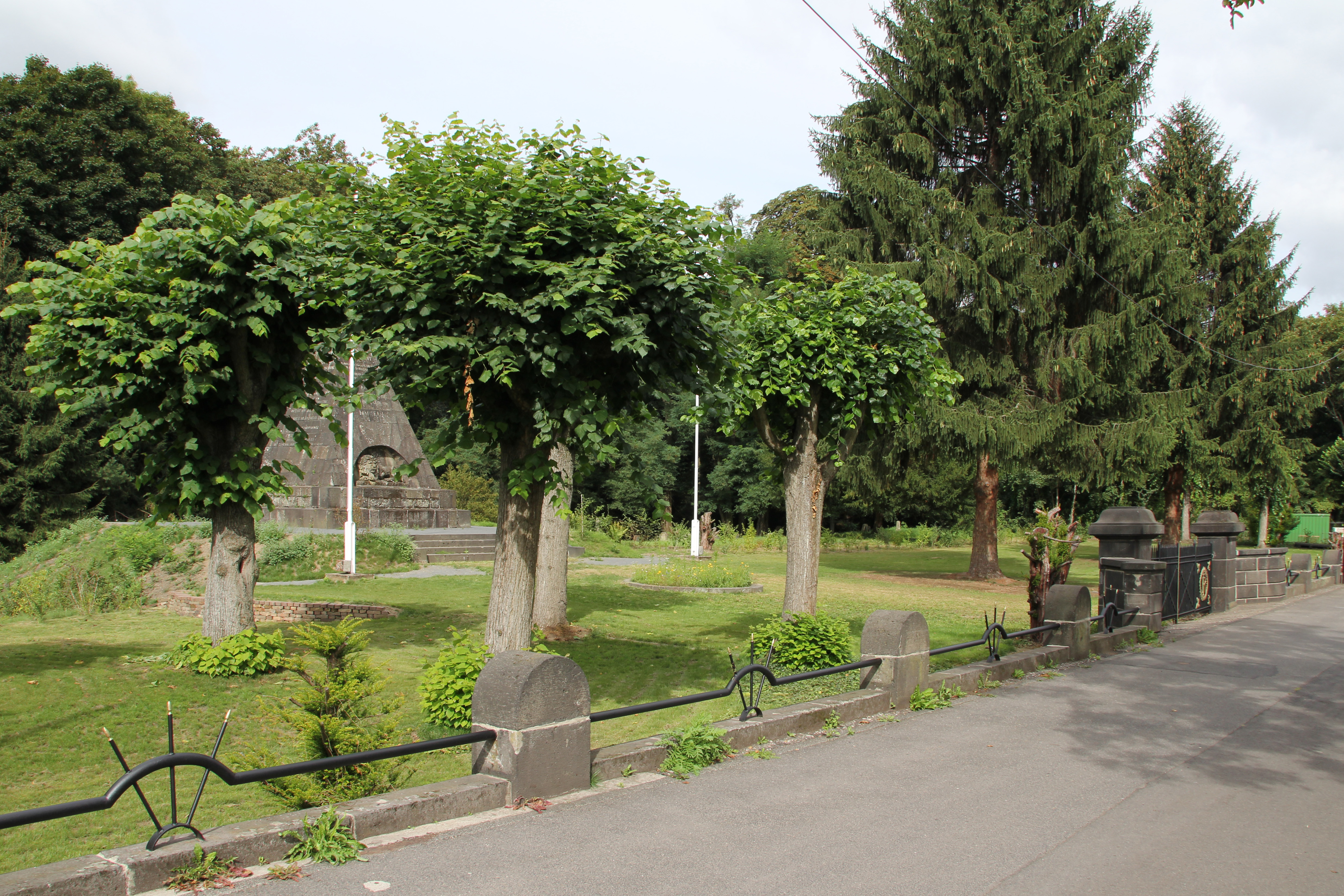
Der Franzosenfriedhof in Koblenz-Lützel

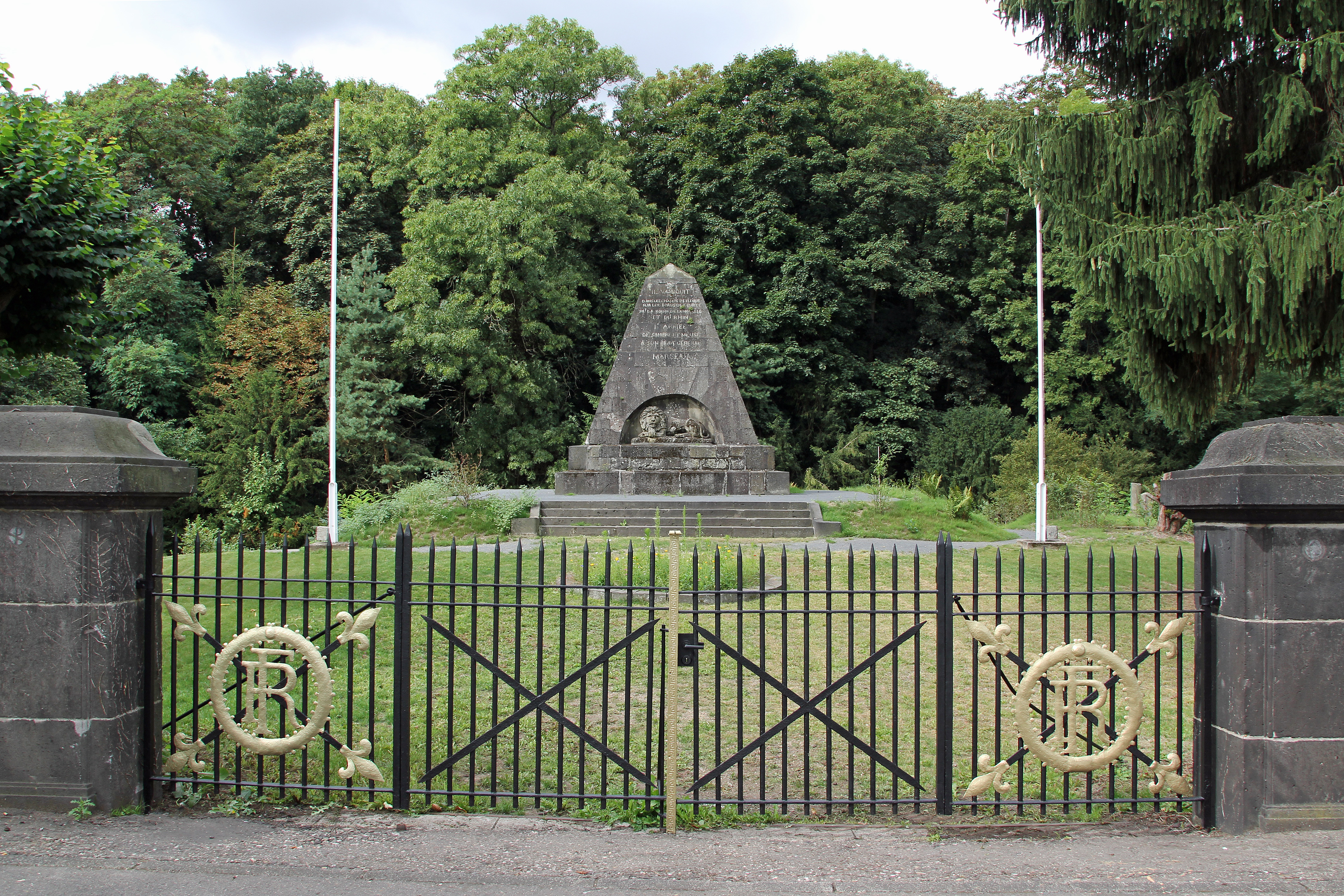
Das Eingangstor mit dem Marceau-Denkmal dahinter

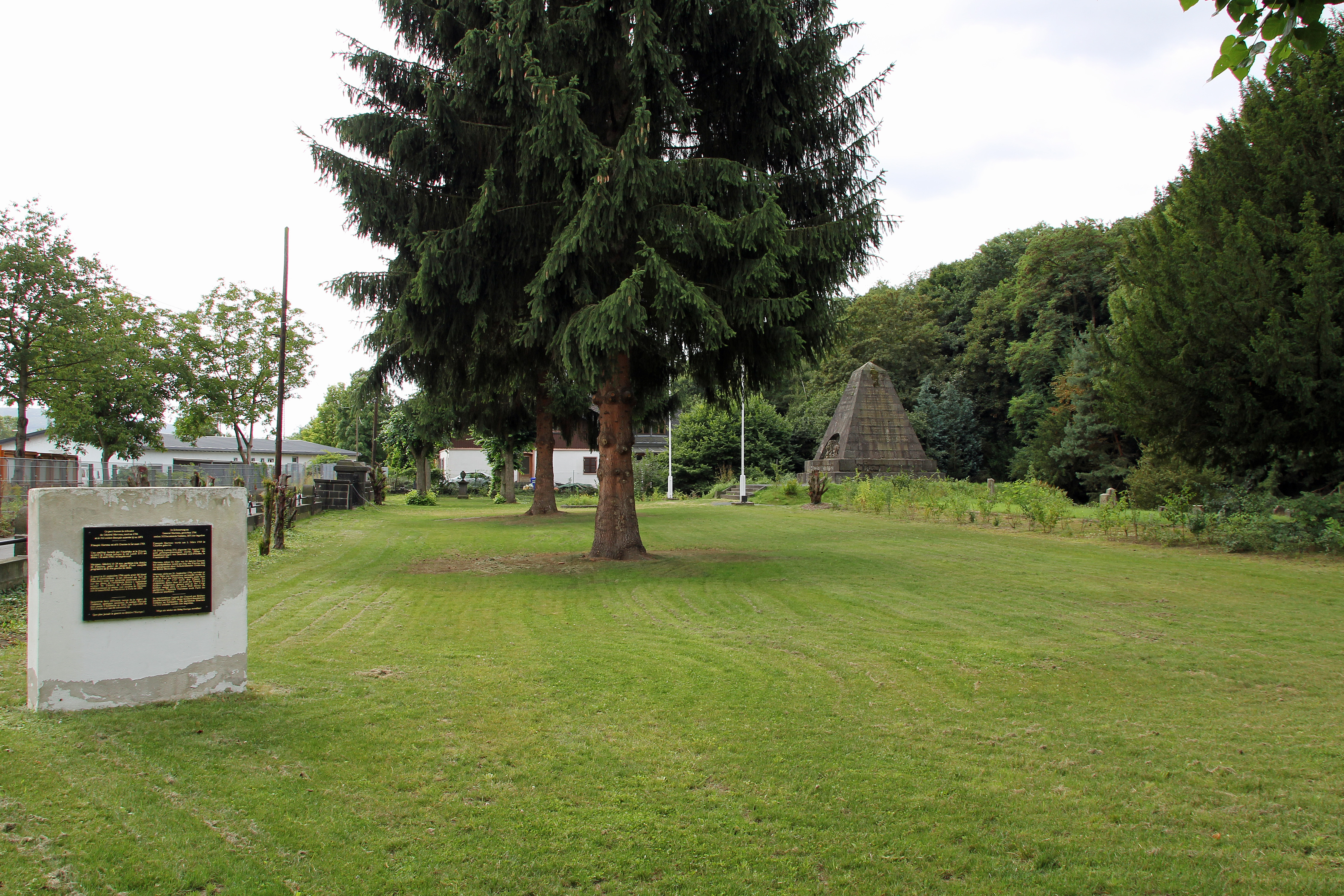
Blick über den Franzosenfriedhof nach der Sanierung von 2013; am linken Bildrand die Gedenkstele

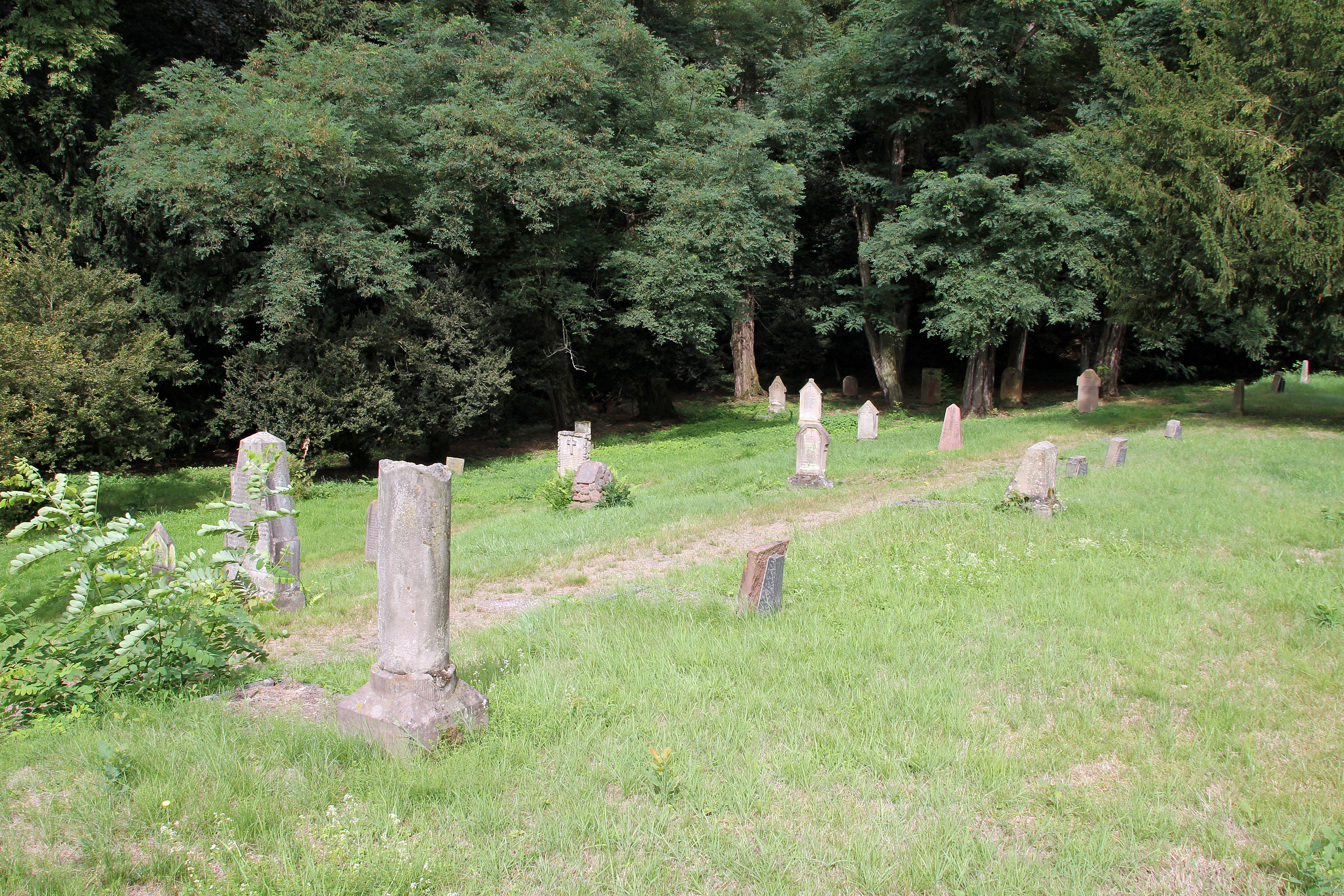
Grabsteine auf dem Franzosenfriedhof

Der Franzosenfriedhof ist ein Soldatenfriedhof in Koblenz aus der Zeit des Deutsch-Französischen Krieges von 1870/71 für gestorbene französische Kriegsgefangene. Er befindet sich am Fuße des Petersbergs im Stadtteil Lützel in unmittelbarer Nähe der historischen Feste Kaiser Franz. Zentrales Element des Friedhofs ist das bereits 1818 hierher versetzte Marceau-Denkmal. Ein Teil der Anlage befand sich im Besitz Preußens, Rechtsnachfolger ist das Land Rheinland-Pfalz, ein weiterer Teil ist noch im Besitz des französischen Staates, was in der Vergangenheit zu unklaren Zuständigkeitsverhältnissen geführt hat.

## Geschichte
Auf dem Petersberg wurde Anfang des 19. Jahrhunderts die Feste Kaiser Franz und die Bubenheimer Flesche als Teil der preußischen Festung Koblenz angelegt. Dazu musste 1818 das dort bereits 1797 errichtete Marceau-Denkmal, Grabmal für den französischen Eroberer der Stadt Koblenz von 1794 François Séverin Marceau, an den Fuß des Petersberges versetzt werden.
Während des Deutsch-Französischen Krieges von 1870/71 wurde auf dem Petersberg das Kriegsgefangenenlager II für französische Soldaten eingerichtet. Die bei einer Seuchenepidemie gestorbenen Soldaten aus der Gegend von Koblenz wurden im Bereich um das Marceau-Denkmal beigesetzt. In der Folgezeit entstand der Franzosenfriedhof, auf dem insgesamt 312 französische Gefangene begraben worden sind.
Der vernachlässigte Friedhof wurde 2008 durch Eigenleistungen des Rotary-Clubs Koblenz hergerichtet. Danach verwilderte die Anlage aber erneut. Die letzte umfangreiche Sanierung des Geländes wurde 2013 ausgeführt. Aus Anlass des 50-jährigen Bestehens des Elysée-Vertrages erneuerten deutsche und französische Soldaten den Franzosenfriedhof. Dabei wurden das Tor, die Grundstückseinfassung und die Grabsteine gereinigt, die verwilderte Vegetation zurückgeschnitten sowie die historische Wegeführung wiederhergestellt.

## Bau
Das Gelände des Franzosenfriedhofs ist von schmiedeeisernen Elementen umfasst. Die ebenfalls schmiedeeisernen Flügeltüren des Eingangstores hängen jeweils an turmartigen Mauerelementen aus Basaltlava. Auf jeder Flügeltür ist das Hoheitszeichen Frankreichs mit den Initialen RF (=République Française), eingefasst von Lorbeerkranz und Lilien, angebracht. Das zentrale Element des Friedhofs ist das Marceau-Denkmal, eine abgestumpfte Pyramide aus Mendiger Basaltlava.
Auf einer Stele am Nordende des Friedhofs ist eine Gedenkplakette in französischer und deutscher Sprache angebracht. Hier steht zu lesen:
„In Erinnerung an General Marceau, gestorben 1796 und an 312 französische Soldaten, 1871 hier begraben
François Marceau wurde am 1. März 1769 in Chartres geboren.
Als König Ludwig XVI. abgesetzt (10. August 1792) und gefangengenommen wurde, fallen die Koalitionstruppen von Österreich und Preußen, in Frankreich ein.
Marceau, schon im Alter von 24 Jahren General, hat maßgeblichen Anteil am Sieg von Fleurus, dem Ausgangspunkt einer fortschreitenden Eroberung des linken Rheinufers.
Marceau stirbt am 21. September 1796, nachdem er in der Nähe von Altenkirchen verwundet wurde. Er wurde im Fort von Petersberg bestattet, unter einer Pyramide, die 1797 nach den Plänen des Architekten Krahe (dem wir auch das Theater von Koblenz verdanken) gebaut und in der Folge hierher verlegt wird. Im Jahre 1820 werden die sterblichen Überreste Marceaus nach Paris ins Pantheon überführt.
In verschiedenen Lagern der Gegend um Koblenz inhaftiert, sterben 1871 einige hundert französische Soldaten an Epidemien. Die sterblichen Überreste von 312 Soldaten wurden hier begraben.
Möge nie wieder ein Krieg Europa zerreißen!“

## Denkmalschutz
Der Franzosenfriedhof ist ein geschütztes Kulturdenkmal nach dem Denkmalschutzgesetz (DSchG) und in der Denkmalliste des Landes Rheinland-Pfalz eingetragen. Er liegt in Koblenz-Lützel in der Straße Am Franzosenfriedhof.
Seit 2002 ist der Franzosenfriedhof Teil des UNESCO-Welterbes Oberes Mittelrheintal.